# Piggy Lambert
Ward Louis Lambert, detto Piggy (Deadwood, 28 maggio 1888 – Lafayette, 20 gennaio 1958), è stato un allenatore di pallacanestro statunitense, membro del Naismith Memorial Basketball Hall of Fame dal 1960.
Vanta un record di 371 vittorie e 152 sconfitte alla guida dei Purdue Boilermakers. Nel 1932 scrisse Practical Basketball, libro considerato una delle prime "bibbie" del gioco.